# Катализатор Адамса
Катализатор Адамса (диоксид платины) — катализатор для восстановления и гидрогенолиза в органическом синтезе. Известен как гидрат диоксида платины, представляет собой тёмно-коричневый порошок. Сам по себе диоксид не является катализатором, но он переходит в активную форму после взаимодействия с водородом. Образующаяся платиновая чернь является истинным катализатором. PtO2 сам по себе — сине-чёрные кристаллы, не растворимые в воде.

## Приготовление
Катализатор Адамса приготавливают из хлорплатиновой кислоты H2PtCl6 или хлорплатината аммония (NH4)2PtCl6 взаимодействием с нитратом натрия. Впервые такой способ приготовления был описан в 1922 году. На первой стадии образуется нитрат платины, который при нагревании разлагается.
Полученную коричневую массу промывают водой для удаления следов нитратов. Катализатор может использоваться в сухом виде и храниться в эксикаторе. Платина из отработанного катализатора может быть регенерирована в исходный гексахлорплатинат аммония обработкой царской водкой и аммиаком.

## Использование
Катализатор Адамса имеет несколько областей применения. Его используют для восстановления, дегидрирования и окисления. В ходе реакции образуется металлическая платина (платиновая чернь), которая является активной формой катализатора. При восстановлении алкинов образуется преимущественно цис-алкен — продукт син-присоединения. Нитросоединения могут быть восстановлены до аминов, а кетоны — до спиртов. Хотя алкены восстанавливаются катализатором Адамса, при наличии в алкене нитрогруппы восстанавливается только она. Этот катализатор также используется для восстановления фенилфосфонатов, хотя на палладиевых катализаторах эта реакция не идет. Значение рН значительно влияет на направление реакции.

## Получение
- Гидролиз хлорида платины(IV) горячей водой:

{\displaystyle {\mathsf {PtCl_{4}+(n+2)H_{2}O\ {\xrightarrow {100^{o}C}}\ PtO_{2}\cdot nH_{2}O\downarrow +4HCl}}}
- Разложение гексагидроксоплатината(IV) калия слабой кислотой:

{\displaystyle {\mathsf {K_{2}[Pt(OH)_{6}]+2CH_{3}COOH+(n-4)H_{2}O\ {\xrightarrow {}}\ PtO_{2}\cdot nH_{2}O\downarrow +2CH_{3}COOK}}}

## Физические свойства
Из раствора осаждается гидрат PtO2•4H2O, который при нагревании или стоянии «стареет» — теряя воду.
| Формула   | Цвет             | Молярная масса | Температура разложения |
| --------- | ---------------- | -------------- | ---------------------- |
| PtO2•H2O  | тёмно-коричневый | 245,09         | 120                    |
| PtO2•2H2O | коричневый       | 263,11         | 200                    |
| PtO2•3H2O | жёлтый           | 281,12         | 300                    |
| PtO2•4H2O | светло-жёлтый    | 299,14         | 420                    |

## Химические свойства
- Разлагается при нагревании:

{\displaystyle {\mathsf {PtO_{2}\cdot 4H_{2}O\ {\xrightarrow {420^{o}C}}\ Pt+O_{2}+4H_{2}O}}}
- Растворяется в концентрированной соляной кислоте:

{\displaystyle {\mathsf {3PtO_{2}\cdot 4H_{2}O+6HCl\ {\xrightarrow {}}\ H_{2}[PtCl_{6}]+6H_{2}O}}}
- Реагирует с концентрированными щелочами:

{\displaystyle {\mathsf {3PtO_{2}\cdot 4H_{2}O+2NaOH\ {\xrightarrow {}}\ Na_{2}[Pt(OH)_{6}]+2H_{2}O}}}